# TV캠프 우리누리
《TV캠프 우리누리》는 2000년 10월 9일부터 2001년 4월 25일까지 방송되었던 시사교양 프로그램이다.

## 참고 사항
- 시청자들의 호평을 받았으나 수입 만화영화에 비해 어린이들의 반응이 적어[1] 인기가 갈수록 떨어지자 2001년 봄 개편에 맞아 폐지되는 비운을 맞게 된다.

## 같이 보기
- 캠프

1. ↑  김소민 (2001년 5월 28일). “어린이시간대 성인물 예고편 잦다”. 한겨레신문. 2024년 2월 8일에 확인함.